# Novocomum
Il Novocomum è un edificio multipiano ad appartamenti di Como. Costruito dal 1928 al 1929 su progetto di Giuseppe Terragni, rappresentò uno dei primi esempi di architettura moderna in Italia.

Prende il nome dalla società immobiliare Novocomum di Olgiate Comasco, realizzatrice dell'opera.

## Storia
Negli anni venti del XX secolo, la città di Como aveva iniziato ad espandersi nell'area della foce del torrente Cosia, immediatamente ad ovest del centro storico, che era rimasta fino ad allora inedificata.
In un lotto posto di fronte allo stadio Sinigaglia, e separato da questo dal lago, nel 1927 la società immobiliare Novocomum commissionò all'architetto Giuseppe Terragni, appena ventitreenne, l'erezione di un grande edificio ad appartamenti.
Terragni progettò un edificio d'impianto tradizionale, secondo schemi funzionali ancora legati all'edilizia intensiva d'inizi Novecento, ma rivestendolo di una veste architettonica del tutto nuova, ispirata ai modello dell'avanguardia internazionale, con elementi ripresi dal razionalismo e dall'espressionismo tedeschi, e dal costruttivismo sovietico (ad esempio il circolo operaio "S. M. Zuev" a Mosca, di Golosov).
All'inizio del 1928 il progetto venne presentato al Comune per ottenere la licenza edilizia; temendo che esso potesse venire rifiutato per la sua architettura d'avanguardia, Terragni, d'accordo con l'impresario, presentò delle tavole non corrispondenti al progetto, che rappresentavano un edificio con facciate neoclassiche. Quando la costruzione venne terminata e le impalcature rimosse, scoppiò uno scandalo, e l'ufficio tecnico nominò una commissione di esperti, presieduta dall'architetto Portaluppi, per decidere il da farsi; questa, nonostante le polemiche, stabilì che l'edificio non recava danno al decoro del luogo.
Ottenuta questa prima vittoria, il Novocomum entrò di diritto nella storia dell'architettura italiana; nel 1930 fu recensito in termini entusiastici da Giuseppe Pagano sulla rivista La Casa Bella, assurgendo a simbolo della nascente architettura razionalista.

## Caratteristiche

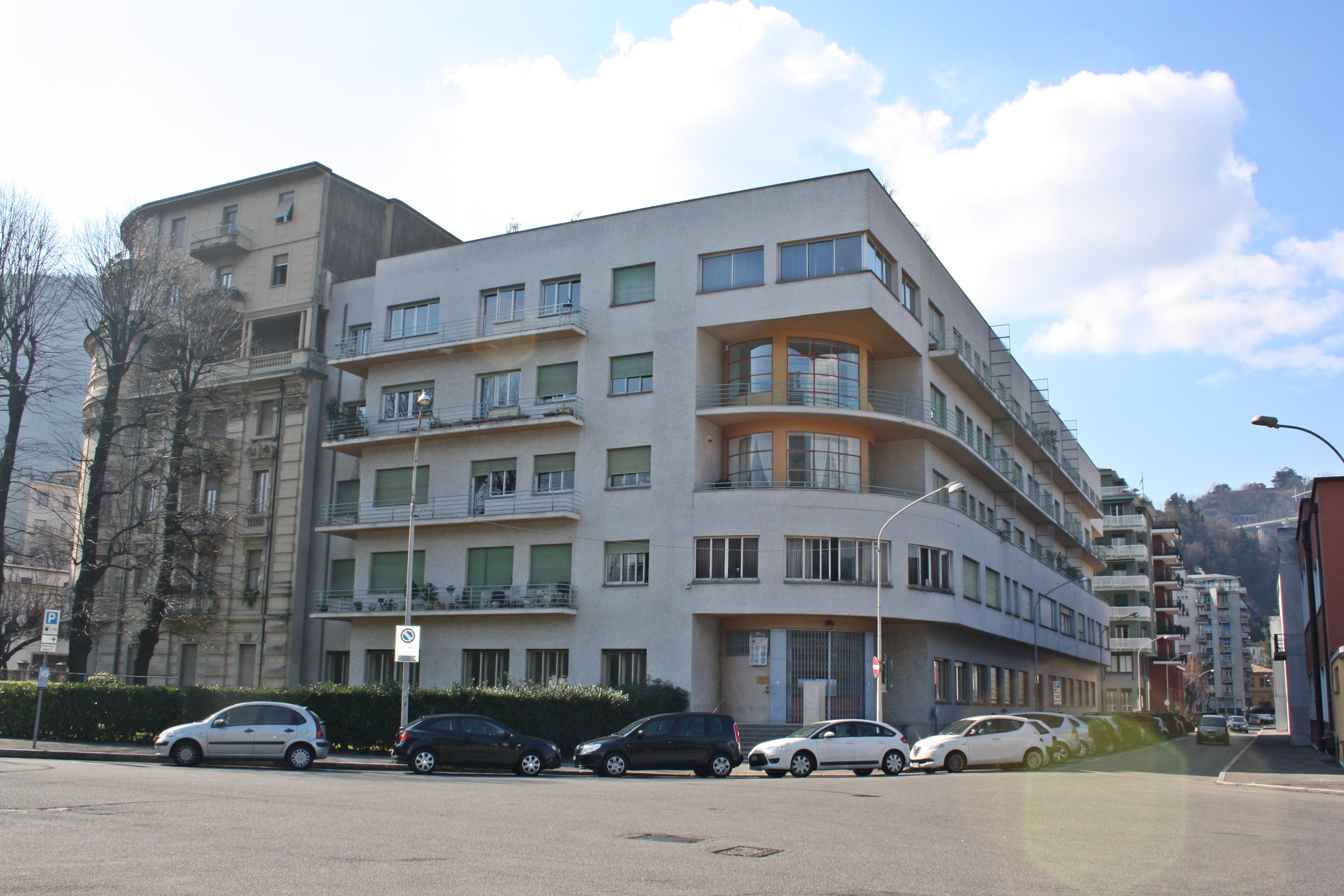
Il Novocomum: la facciata è stata ripristinata con i colori originari del progetto

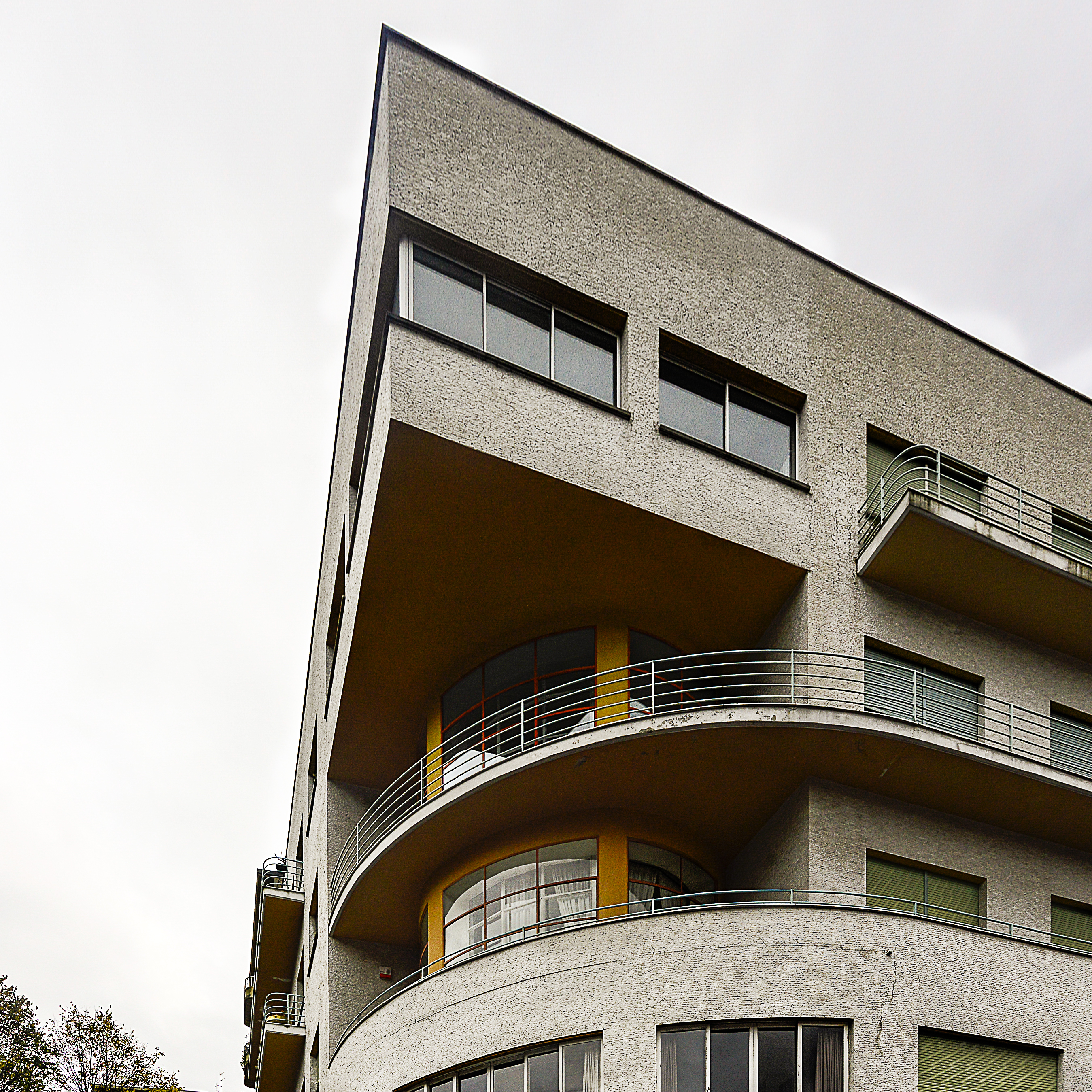
Dettaglio dell'angolo

L'edificio insiste su un lotto quadrangolare, avente il lato principale lungo viale Sinigaglia (di fronte all'omonimo stadio) e due lati brevi lungo le vie Vacchi e Vittorio Veneto.
Esso è costruito in forma di "C" rovesciata lungo i fili stradali, e pertanto delimita un cortile interno, nel quale si protendono due ulteriori corpi di fabbrica minori. La struttura portante è a pilastri di calcestruzzo armato.
L'ingresso principale è posto al centro del fronte principale, lungo 63,50 metri, e la configurazione dell'intero edificio è simmetrica; vi sono tre corpi-scala, uno centrale in corrispondenza dell'ingresso, e due negli angoli, dove la loro presenza è evidenziata da corpi cilindrici interamente in vetro.
Il Novocomum conta cinque piani fuori terra, di cui il terreno è in parte adibito ad uffici, e i restanti ad appartamenti (due al terreno, otto per ogni piano dal primo al quarto). È concluso da un tetto piano adibito a terrazza.
Le piante interne sono convenzionali, e riprendono gli schemi tipici dell'edilizia intensiva degli inizi del Novecento: si hanno così lunghi corridoi interni che collegano le diverse stanze e cavedi d'aerazione, senza attenzione ad una distribuzione razionale degli ambienti né al loro orientamento, contrariamente a quanto avveniva nelle esperienze coeve del Nordeuropa.
Ciò che rende il Novocomum così importante è invece la veste architettonica esterna, costituita da volumi puri e semplici compenetrati fra loro, ed evidenziati dal diverso trattamento materico e cromatico; oltre ai corpi-scala angolari, interamente vetrati, si leggeva un contrasto fra l'intonaco delle facciate, in color nocciola, e quello delle parti sezionate, in arancione vivo. Tale gioco cromatico andò perduto in seguito ad un restauro dell'immediato dopoguerra da parte di Luigi Zuccoli, quando tutte le pareti esterne furono ricoperte da un mosaico di tesserine bianche. Attualmente l'edificio si ripresenta con le cromie originali.